# Calciumantagonisten
Een calciumantagonist is een receptorantagonist die de calciumkanaaltjes in het celmembraan van spiercellen blokkeert, waardoor transport van calciumionen bemoeilijkt wordt. Deze middelen worden daarom ook wel calciumkanaalblokkeerders genoemd. 
Het effect is dat de spieren zich minder sterk samentrekken. Deze middelen verlagen dus de contractiekracht van onder andere de hartspier en worden vooral als middel tegen hoge bloeddruk gebruikt. Daarnaast hebben ze op het hart een gering geleidingsvertragend effect.
Er worden grofweg twee soorten calciumantagonisten onderscheiden: dihydropyridine- en non-dihydropyridine-calciumkanaalblokkeerders. Dihydropyridine-calciumkanaalblokkeerders zijn amlodipine, aranidipine, azelnidipine, barnidipine, benidipine, cilnidipine, clevidipine, isradipine, efonidipine, felodipine, lacidipine, lercanidipine, manidipine, nicardipine, nifedipine, nilvadipine, nimodipine, nisoldipine, nitrendipine, pranidipine. 
Bijwerkingen: van de dihydropyridine-calciumkanaalblokkeerders zijn: 
- duizeligheid, hoofdpijn, roodheid in het gezicht
- vocht vasthouden in de benen / opgezette enkels (oedeem)
- versnelde of juist vertraagde hartslag, hartkloppingen
- constipatie
- tandvleesproblemen

Non-dihydropyridine-calciumkanaalblokkeerders zijn:
- fenylalkylamines  (verapamil)
- benzothiazepines  (diltiazem)
- non-selectief (mibefradil, bepridil, fluspirileen)